# Stefanie Stantcheva
Stefanie Stantcheva (née en Bulgarie) est une économiste française. Elle est professeure d'économie à l'université Harvard, et membre du Conseil d'analyse économique. Ses recherches portent sur les finances publiques, en particulier sur les questions de taxation optimale. En 2018, elle a été sélectionnée par The Economist comme l'un des 8 meilleurs jeunes économistes de la décennie.

## Biographie

### Jeunesse et études
Stefanie Stantcheva est née en Bulgarie. Elle commence à s'intéresser à l'économie du fait de la crise économique que connaît son pays dans les années 1990, à sa sortie du communisme.
Elle suit ses études secondaires au lycée international de Saint-Germain-en-Laye. Elle obtient sa licence d'économie à l'université de Cambridge en 2007. Elle obtient l'année suivante une maîtrise en économie et en finance à l'École polytechnique. L'année suivante, elle poursuit sur un master en économie de l'EHESS, l'ENSAE et l’École d’économie de Paris.
Admise au Massachusetts Institute of Technology, elle défend sa thèse de doctorat en économie en 2014 et obtient un doctorat en économie.

### Parcours professionnel
Depuis 2014, Stefanie Stantcheva travaille à l'université Harvard. De 2014 à 2016, elle a été boursière de la Harvard Society of Fellows. Elle était professeure assistante de 2016 à 2017, professeure associée de 2017 à 2018 et a été promue professeure titulaire à partir de mai 2018,.
Stantcheva est boursière Sloan en 2018 et boursière Furer de l'université Harvard en 2017. Elle est lauréate du prix CAREER de la Fondation nationale pour la science en 2017, et du Prix du meilleur jeune économiste de France 2019. En 2020, elle reçoit le Prix Elaine-Bennett pour la recherche.
Stefanie Stantcheva enseigne la macroéconomie lors de séminaires à l'université Harvard et a également enseigné d'autres cours d'économie et de politique.

## Distinctions
- 2020 : Prix Elaine-Bennett pour la recherche
- 2021 : Prix Maurice Allais de Science Économique[8]